# Шаршада (Татарстан)
Шаршада́, так же Шаршада Татарская (тат. Шаршады) — село в Агрызском районе Республики Татарстан, административный центр Шаршадинского сельского поселения.

## Географическое положение
Расположено в Восточном Предкамье в 55 км по автодорогам к югу от Агрыза, вблизи реки Иж. Постановлением Кабинета Министров Республики Татарстан входит в перечень населённых пунктов, находящихся в отдалённых или труднодоступных местностях.

## История
В «Списке населённых мест Российской империи», изданном в 1876 году, населённый пункт упомянут как владельческий выселок Шаршади 2-го стана Елабужского уезда Вятской губернии, при речке Шаршидинке, расположенная в 85 верстах от уездного города Елабуга. Здесь насчитывалось 34 двора и проживало 183 человека (91 мужчина и 92 женщины), работала мельница и пристань на реке Иже.
В 1887 году в деревне Шаршада Шаршадинского сельского общества Терсинской волости проживало 285 татар в 59 дворах (147 мужчин и 138 женщин). Земельный надел деревни составлял 360 десятин земли (в том числе 14,6 десятин усадебной земли). У жителей имелось 94 лошади, 91 корова и 209 единиц мелкого скота (овец, свиней и коз); 90 человек занимались местными промыслами (в том числе 47 мочальников), 2 — отхожими промыслами. Грамотных и учащихся не было. В селе действовала мечеть. Кроме сельского хозяйства летом жители занимались выработкой мочала, а зимой — вывозом леса из помещичьей дачи. И та, и другая работы доставляли недостаточный заработок крестьянам.
В 1905 году в деревне Шаршада Пьяноборской волости Елабужского уезда проживало 384 человека (184 мужчины, 200 женщин) в 70 дворах. 
До 1919 года село входило в Пьяноборскую волость Елабужского уезда Вятской, с 1919 года — Казанской, с 1920 года — Вятской губерний. С 1921 года село находилось в составе Елабужского кантона ТАССР, с 10 декабря 1928 года — в Агрызском районе, с 10 августа 1930 года — в Красноборском районе, с 28 октября 1960 года — вновь в Агрызском районе (с 1 февраля 1963 года по 4 марта 1964 года — в Елабужском сельском районе). В 1948 году — центр Шаршадинского сельсовета.

## Население
По переписи 2010 года в селе проживало 339 человек (164 мужчины, 175 женщин).
| 1859 | 1887 | 1905 | 1920 | 1926 | 1938 | 1949 | 1958 | 1970 | 1989 | 2002 | 2010 | 2015 |
| ---- | ---- | ---- | ---- | ---- | ---- | ---- | ---- | ---- | ---- | ---- | ---- | ---- |
| 183  | 285  | 384  | 585  | 645  | 658  | 821  | 638  | 560  | 401  | 367  | 339  | 333  |

Национальный состав
Согласно результатам переписи 2002 года, в национальной структуре населения татары составили 92 %.

## Экономика
В селе работает ООО «КамПромЛес».

## Инфраструктура
В селе действуют начальная школа — детский сад (с 2015 года), сельский клуб, ФАП, библиотека, отделение почтовой связи, 3 магазина, лесничество.

## Религиозные объекты
В селе действует мечеть.

## Достопримечательности
На территории села установлен обелиск пограничнику А. А. Зайнутдинову (1947–1969), в честь которого названа одна из улиц села.

### Комментарии
1. ↑  Расстояние измерено с помощью инструментария Яндекс.Карты